# Kolonie Sojczyn Borowy
Kolonie Sojczyn Borowy est un village polonais de la gmina de Grajewo, dans le powiat de Grajewo, voïvodie de Podlachie, au nord-est du pays.